# Gattikon
Gattikon är en ort i kommunen Thalwil i kantonen Zürich i Schweiz. Den ligger vid floden Sihl, cirka 10 kilometer söder om centrala Zürich. Orten har 2 600 invånare (2021).